# Marbridge Building
El Marbridge Building es un inmueble de oficinas en 1328 Broadway, en el lado este de la Sexta Avenida entre las calles 34 y 35 en Herald Square, Manhattan, Nueva York. Se inauguró en 1909 como un edificio de 11 pisos, utilizado en parte por Rogers Peet. Hasta octubre de 1910 se encontraba frente al edificio de apartamentos Alpine, que estaba en la esquina noreste de Broadway y la calle 33. Las tiendas Alpine y antiguas entre las calles 33 y 34 fueron demolidas para hacer espacio para el Hotel McAlpin de 5 millones de dólares a fines de 1910. Al otro lado de Broadway se ubicaron las tiendas Macy's Herald Square y Saks Incorporated, con la tienda Gimbels justo debajo.
Inicialmente, John McGraw, entonces gerente del equipo de béisbol de los New York Giants, dirigía una sala de billar en el edificio recién inaugurado. Estuvo asociado en esta empresa con Mike Donlin, uno de los jardineros de los Gigantes. El fenómeno de los juegos de billar Willy Hoppe se hizo cargo de este negocio en enero de 1912 cuando McGraw y Donlin se mudaron al Studebaker Building, 48th Street y Broadway. Allí empezaron una nueva sala de billar y billar.

## Propiedad
Sam Kronsky formó un sindicato para comprar el Marbridge Building en 1920. Abrió una oficina de bienes raíces en 1906 después de realizar un breve aprendizaje. Su especialidad era la refinanciación hipotecaria. La Compañía Samuel Kronsky obtuvo una nueva hipoteca a bajo interés por 2 millones de dólares sobre en enero de 1951. La hipoteca fue extendida por el East River Savings Bank. En este momento, Macy's utilizó una gran parte del sótano de la estructura para oficinas. Kronsky murió a la edad de 76 años en 1966 en Palm Beach, Florida. 
Un sindicato de inversores encabezado por Henry Goelet y Morris Furman lo compró en octubre de 1954. En abril de 1969, Harry B. Helmsley e Irving Schneider compraron treinta edificios que comprendían los activos totales de Furman-Wolfson Trust, valorados en 165 millones de dólares. Los veintidós edificios de oficinas involucrados en la venta incluían la mitad del terreno debajo del Marbridge Building. RFR Holding compró el edificio en 2000 de la cartera de Investment Properties Associates, anteriormente controlada por Harry B. Helmsley.
Dudley Scrymser Macdonald, corredor de bienes raíces, fue gerente del Marbridge Building durante treinta y cinco años. Nativo de Princeton, Nueva Jersey, su padre era el médico personal del presidente Woodrow Wilson cuando era presidente de la Universidad de Princeton. Macdonald murió en 1959. Maurice Meyer, expresidente de los grandes almacenes Meyer Brothers de Paterson, Nueva Jersey, fue exfuncionario de Marbridge Building Corporation. Murió a los 84 años en 1961.

## Historia

### Como edificio empresarial
El edificio se convirtió en un lugar popular para las organizaciones empresariales. Ashley M. Herron trasladó sus oficinas del St. James Building al Marbridge Building en febrero de 1908. La Lincoln Stock & Bond Company mantuvo oficinas allí en 1910. al igual que S. Andrew Hartman. Emerson Motor Company arrendó un espacio en el Marbridge Building en 1916. La corporación vendió su Emerson Four por 395 dólares. Fue anunciado como el automóvil para cinco pasajeros con una distancia entre ejes de 2,8 m y el precio más bajo del mundo.
JG Gavigan, Irving J. Isbell y George Plane, de la firma JG Gavigan & Co., fueron arrestados por inspectores del Servicio Postal de los Estados Unidos en su oficina del Marbridge Building en la mañana del 19 de agosto de 1911. Fueron acusados de utilizar el servicio de correo para defraudar a los inversores en acciones de Manhattan Real Estate Company. Esta corporación también estaba ubicada en el edificio. El servicio postal respondió a las quejas de todo Estados Unidos. Un gran jurado emitió acusaciones contra los tres junto con un expresidente de Manhattan Real Estate Company. Fueron acusados de fraude postal en relación con esquemas inmobiliarios en Long Island.
Los miembros del comité sobre las reglas y regulaciones del curso para una carrera de yates de larga distancia entre la ciudad de Nueva York y San Diego se reunieron en el Marbridge Building en marzo de 1912. La carrera estuvo asociada con la Exposición de San Diego de 1912, que mantuvo sus oficinas en el establecimiento.

### Como zapatería
El edificio fue renovado para espacio adicional de oficinas y tiendas en 1951 por CP Xenis, ingeniero. En 1955 Sebago-Moc Co., el calzado arrendó una tienda en la estructura al igual que Kitty Kelly Shoes. Esta última era la tienda más grande de una cadena, con un área de más de 557 m². Incluía un entrepiso que continuaba hasta la calle 35.
En febrero de 1960, se convirtió en el hogar de Mercedes Shoe Import Corporation y Milan Shoe Corporation. Más adelante en el año, Gamins, Inc., Matthew Gronfein y Julius Alderman alquilaron un espacio allí. El Marbridge Building fue principalmente el hogar de la industria del calzado femenino en la ciudad de Nueva York en 1960. La industria del calzado masculino se centró en el área de Reade Street y Duane Street.
El Empire State Building y el Marbridge Building fueron los principales arrendadores de la industria del calzado en la década de 1970. A fines de 1984, estas empresas comenzaron a trasladarse a un área del centro de Manhattan desde la Quinta Avenida hasta la Sexta Avenida entre las calles 56, 57 y 58.

### SigloXXI
Publicis, una empresa de marketing, trasladó sus oficinas en Estados Unidos al Marbridge Building en 2002. La empresa es una división del Publicis Groupe de París. Alquiló 10 590 m² de espacio en el edificio de noventa y tres años. El espacio abarcaba cuatro pisos en forma de E. Morris Adjmi Architects, entonces arquitecto de la firma MAP, alentó a los ejecutivos de Publicis a echar un segundo vistazo cuando al principio se opusieron a mudarse allí. Resultó que el diseño en forma de E permitió a Publicis ubicar a muchos empleados en el mismo piso evitando la aparición de una compañía de seguros. Adjmi diseñó una escalera elíptica desde el piso 8 al 11. Esto proporcionó una continuidad en el dibujo de los pisos juntos. Publicis utilizó su espacio en la fachada norte para colgar una pancarta roja con el logo de la cabeza de león de la empresa.